# Lesław Ćmikiewicz
Lesław Ćmikiewicz (* 3. května 1947, oficiální datum narození 25. srpna 1948, Vratislav) je bývalý polský fotbalista, záložník. Po skončení aktivní kariéry působil jako trenér.

## Fotbalová kariéra
Hrál v polské nejvyšší soutěži za Śląsk Wrocław a Legii Warszawa, se kterou získal v letech 1973 a 1980 polský pohár. Dále hrál halový fotbal v USA v Major Indoor Soccer League za New York Arrows a Chicago Horizons. V Poháru mistrů evropských zemí nastoupil v 6 utkáních, v Poháru vítězů pohárů nastoupil v 5 utkáních a dal 1 gól a v Poháru UEFA nastoupil ve 5 utkáních a dal 1 gól. Za reprezentaci Polska nastoupil v letech 1970–1979 v 57 utkáních. Byl členem polské reprezentace na Mistrovství světa ve fotbale 1974, kde Polsko získalo bronzové medaile za 3. místo, nastoupil v 6 utkáních.  Byl členem polské reprezentace na Mistrovství světa ve fotbale 1978, v utkání nenastoupil. Byl členem polské reprezentace na Mistrovství světa ve fotbale 1982, nastoupil ve 3 utkáních.  V roce 1972 byl členem vítězného polského týmu na olympiádě 1972, nastoupil ve všech 7 utkáních. V roce 1976 byl členem stříbrného polského týmu na olympiádě 1976, nastoupil ve 4 utkáních. 

## Ligová bilance
| Ročník                 | Zápasy | Góly | Klub           |
| ---------------------- | ------ | ---- | -------------- |
| Ekstraklasa 1965/66    | 3      | 0    | Śląsk Wrocław  |
| Ekstraklasa 1966/67    | 24     | 2    | Śląsk Wrocław  |
| Ekstraklasa 1967/68    | 23     | 1    | Śląsk Wrocław  |
| Ekstraklasa 1968/69    | 29     | 1    | Śląsk Wrocław  |
| 2. polská liga 1969/70 | -      | -    | Śląsk Wrocław  |
| Ekstraklasa 1970/71    | 21     | 2    | Legia Warszawa |
| Ekstraklasa 1971/72    | 26     | 5    | Legia Warszawa |
| Ekstraklasa 1972/73    | 25     | 1    | Legia Warszawa |
| Ekstraklasa 1973/74    | 26     | 0    | Legia Warszawa |
| Ekstraklasa 1974/75    | 27     | 0    | Legia Warszawa |
| Ekstraklasa 1975/76    | 26     | 1    | Legia Warszawa |
| Ekstraklasa 1976/77    | 19     | 1    | Legia Warszawa |
| Ekstraklasa 1977/78    | 23     | 2    | Legia Warszawa |
| Ekstraklasa 1978/79    | 29     | 2    | Legia Warszawa |
| Ekstraklasa 1979/80    | 3      | 0    | Legia Warszawa |
| CELKEM 1. polská liga  | 301    | 18   |                |

## Trenérská kariéra
Trénoval Motor Lublin, Stal Rzeszów, Górnik Zabrze, Pogoń Szczecin a Gwardii Varšava.